# P̱
Cette page contient des caractères spéciaux ou non latins. S’ils s’affichent mal (▯, ?, etc.), consultez la page d’aide Unicode.
P̱ (minuscule : p̱), appelé P macron souscrit, est un graphème utilisé dans l’écriture du nobonob, de l’uduk, et dans la transcription des langues sémitiques ou comme abréviation latine dans l’écriture manuscrite.
Il s’agit de la lettre P diacritée d’un macron souscrit.

## Utilisation
Dans la transcription de l’hébreu, l’araméen ou du syriaque ‹ p̱ › est utilisé pour transcrire une spirante [f].

## Représentations informatiques
Le P macron souscrit peut être représenté avec les caractères Unicode suivants :
- décomposé (latin de base, diacritiques) :

| formes    | représentations | chaînes de caractères | points de code | descriptions                                          |
| --------- | --------------- | --------------------- | -------------- | ----------------------------------------------------- |
| majuscule | P̱               | P◌̱                    | U+0050 U+0331  | lettre majuscule latine p diacritique macron souscrit |
| minuscule | p̱               | p◌̱                    | U+0070 U+0331  | lettre minuscule latine p diacritique macron souscrit |